# Guanyin-Statue von Nanshan

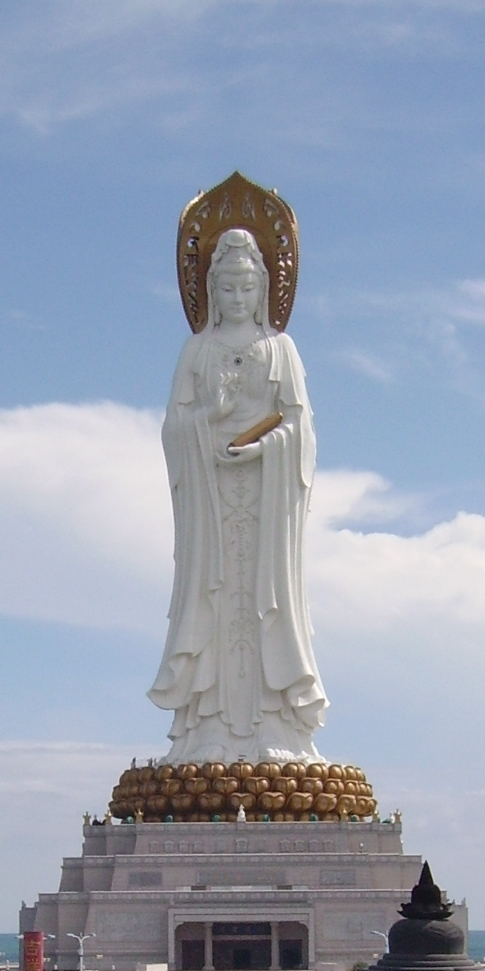
Guanyin Statue von der Landseite

Die Guanyin-Statue von Nanshan (chinesisch 南山海上观音圣像) stellt den Bodhisattva Guanyin dar. Sie hat eine Gesamthöhe von 108 m und steht an der Südküste Chinas auf der Insel Hainan direkt am Meeresufer neben dem Nanshan-Tempel unweit der Stadt Sanya. Bodhisattva Guanyin wird von Buddhisten insbesondere in China hoch verehrt. Der Bodhisattva wird manchmal als männliche und manchmal als weibliche Person dargestellt. Sie gilt als Symbol für Gnade, Weisheit und Glück, sie wird auch als Meerespatronin verehrt.

## Beschreibung

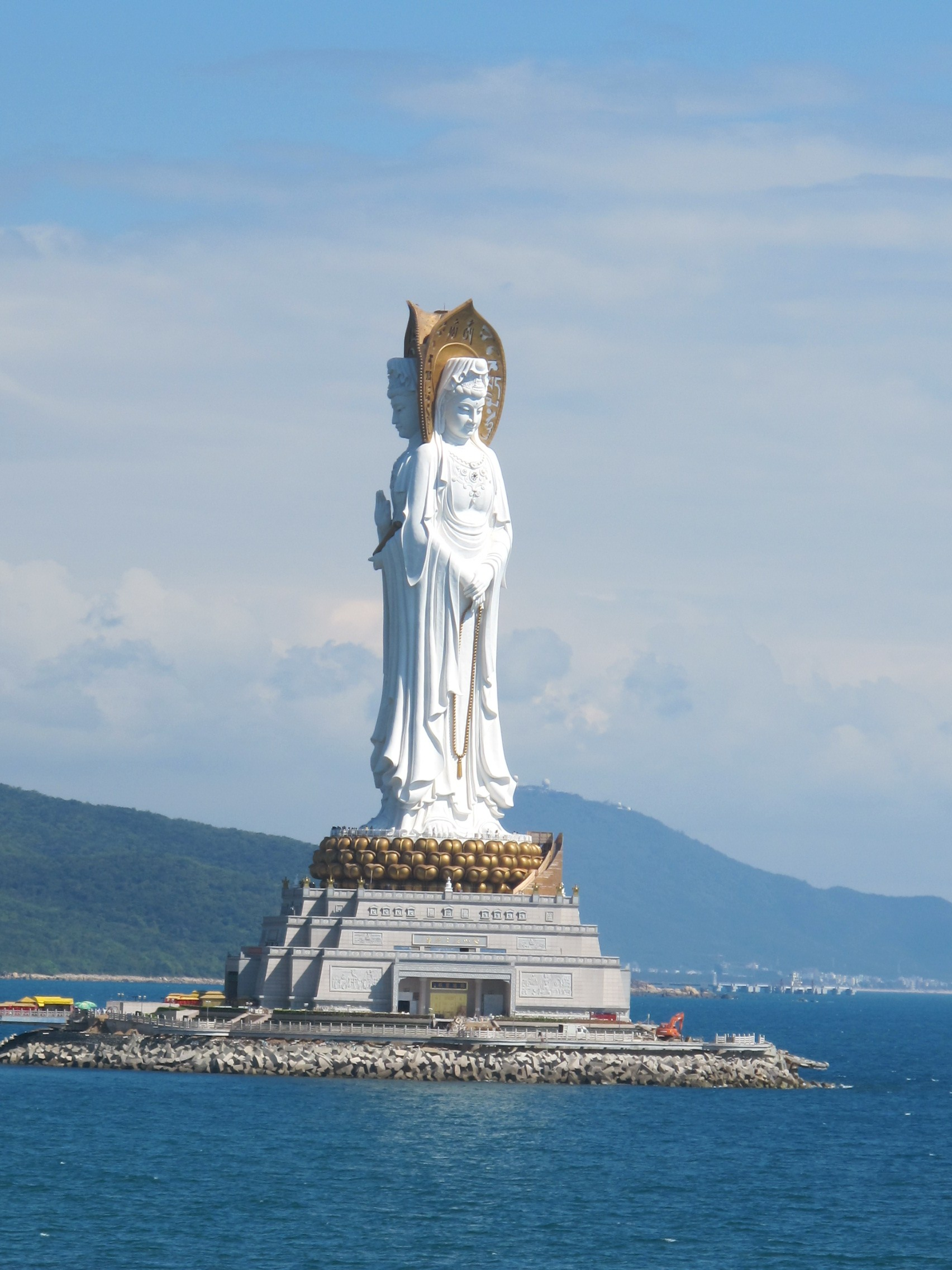
Guanyin-Statue von der westlichen Seeseite

Die Statue hat drei unterschiedliche Ansichtsseiten, so dass man von jeder der drei Seite eine andere Figur sieht. Eine Ansicht ergibt sich von der Landseite, die zweite zur Seeseite teilweise Richtung Taiwan und die dritte zum offenen südchinesischem Meer. Jede der drei Figuren stellt Guanyin dar, wie sie ihren Segen und Schutz auf der Landseite Richtung China und auf der Seeseite an die ganze Welt gibt. Die drei Darstellungen sind unterschiedlich. Bei der Figur zur Landseite hält Guanyin eine Sutra in der linken Hand und macht mit der anderen Hand die Mudra Geste. Die zweite Figur hat die Arme gesenkt, die Hände geschlossen und hält eine große Gebetskette. Bei der dritten Figur sieht man Lotusblüten in den Händen.
Die Statue steht auf einer künstlich angelegten Insel, die über einen Damm zu Fuß erreichbar ist. Der Sockel hat eine Höhe von 30 m und die eigentliche Figur von 78 m. Nach einer Bauzeit von sechs Jahren wurde die Statue am 14. April 2005 eingeweiht. An der Feier nahmen 108 buddhistische Mönche auch aus anderen asiatischen Ländern und mehrere zehntausend Pilger teil. Die Statue ist mit einer Gesamthöhe von 108 m derzeit (2020) die sechsthöchste Statue der Welt, die Figur ohne Sockel hält den 14. Rang.
Die Statue gehört zum Tempelbezirk von Nanshan, der ein beliebtes Ausflugsziel auf der Ferieninsel Hainan ist.